# Vũ Đại Thắng
Vũ Đại Thắng (sinh năm 1975) là chính trị gia người Việt Nam. Ông hiện là Ủy viên Ban Chấp hành Trung ương Đảng Cộng sản Việt Nam khóa XIII, Bí thư Tỉnh ủy Quảng Ninh , Đại biểu Quốc hội Việt Nam khóa XV, Ủy viên Ủy ban Đối ngoại của Quốc hội (Việt Nam)
Ông nguyên là Bí thư Tỉnh ủy Quảng Bình, Trưởng Đoàn đại biểu Quốc hội khóa XV tỉnh Quảng Bình, Ủy viên Ban thường vụ Tỉnh ủy, Phó Chủ tịch Ủy ban nhân dân tỉnh Hà Nam (2014-2018), nguyên Thứ trưởng Bộ Kế hoạch - Đầu tư.

## Tiểu sử
Vũ Đại Thắng sinh ngày 4 tháng 10 năm 1975 tại Hà Nội.
Ông có bằng Thạc sỹ kinh tế tại Đại học Waseda, Nhật Bản.
Ông từng học Đại học Ngoại Thương khóa 31, Đại học Luật và Đại học ngoại ngữ.

### Bộ Kế hoạch và Đầu tư
Ông từng giữ chức vụ Vụ trưởng Vụ Quản lý các khu kinh tế, Bộ Kế hoạch và Đầu tư.
Ngày 12 tháng 3 năm 2018, Vũ Đại Thắng được Thủ tướng Nguyễn Xuân Phúc bổ nhiệm giữ chức vụ Ủy viên Ban Cán sự Đảng, Thứ trưởng Bộ Kế hoạch và Đầu tư (Quyết định 288/QĐ-TTg).

### Tỉnh Hà Nam
Ngày 8 tháng 4 năm 2014, Hội đồng nhân dân tỉnh Hà Nam khóa 17 họp kì họp bất thường bầu Vũ Đại Thắng, Vụ trưởng Vụ Quản lý các khu kinh tế, Bộ Kế hoạch và Đầu tư, giữ chức vụ Phó Chủ tịch Ủy ban nhân dân tỉnh Hà Nam khóa 17 nhiệm kì 2011-2016 với tỉ lệ 100% đại biểu đồng ý. Vũ Đại Thắng là một trong 44 cán bộ trung ương được Bộ Chính trị Ban Chấp hành Trung ương Đảng Cộng sản Việt Nam và Ban Bí thư Ban Chấp hành Trung ương Đảng Cộng sản Việt Nam luân chuyển về địa phương công tác vào đợt 1 năm 2014.

### Trung uơng Đảng
Ngày 26 tháng 1 năm 2016, Vũ Đại Thắng là một trong 20 người được bầu làm Ủy viên Dự khuyết Ban Chấp hành Trung ương Đảng Cộng sản Việt Nam khóa XII nhiệm kì 2015-2020.
Ngày 30 tháng 1 năm 2021, tại Đại hội Đại biểu toàn quốc Đảng Cộng sản Việt Nam khóa XIII, ông được bầu làm Ủy viên chính thức Ban Chấp hành Trung ương Đảng Cộng sản Việt Nam khoá XIII.

### Tỉnh Quảng Bình
Ngày 22 tháng 7 năm 2020, ông được Bộ Chính trị điều động, phân công, chỉ định tham gia Ban chấp hành, Ban Thường vụ, giữ chức Bí thư Tỉnh ủy Quảng Bình (nhiệm kỳ 2015 - 2020).
Ngày 28 tháng 10 năm 2020, tại Đại hội đại biểu Đảng bộ tỉnh Quảng Bình lần thứ XVII, nhiệm kỳ 2020 - 2025, ông tái đắc cử Bí thư Tỉnh ủy Quảng Bình nhiệm kỳ 2020 - 2025.

### Đại biểu Quốc hội
Từ tháng 7 năm 2021 đến nay: ông là Đại biểu Quốc hội khóa XV và Trưởng Đoàn ĐBQH tỉnh Quảng Bình, Tổ trưởng Tổ Đảng.

### Tỉnh Quảng Ninh
Ngày 26 tháng 10 năm 2024, ông được Bộ Chính trị điều động, phân công, chỉ định tham gia Ban chấp hành, Ban Thường vụ, giữ chức Bí thư Tỉnh ủy Quảng Ninh (nhiệm kỳ 2020 - 2025).

## Gia đình
Ông là con rể của Nguyên chủ nhiệm Ủy ban Kiểm tra Trung ương Đảng Ngô Văn Dụ.